# Shark Waters
Pour plus de détails, voir Fiche technique et Distribution.
Shark Waters (aussi connu sous le nom de Shark Frenzy) est un film d'horreur et un thriller américain réalisé par Jadon Cal et sorti en 2022. Il met en vedettes dans les rôles principaux Jim Fitzpatrick, Meghan Carrasquillo et Mike Rae Anderson.

## Synopsis
Lucia (Meghan Carrasquillo) et ses amis veulent passer quelques heures agréables dans l’eau et sous le soleil de Floride. C’est pourquoi ils paient le capitaine Banning (Mike Rae Anderson) et son assistant Shatto (Jonathan Shores) pour les emmener en mer avec leur bateau de pêche. Alors que la troupe avide de plaisir est en route, ils ne remarquent pas que diverses attaques mortelles de requins sur des nageurs et des pilotes de jet ski ont lieu dans les environs immédiats. Lucia et les autres s’éclaboussent encore joyeusement lorsqu’un gigantesque requin blanc prédateur s’approche de leur bateau et frappe immédiatement sans pitié. Mais le monstre n’est pas seul. En quelques instants, le bateau est entouré de nombreux requins attirés par le sang dans l’eau. Banning tente de battre en retraite vers la côte, mais les animaux agressifs percutent son bateau décrépit, encore et encore, jusqu’à ce qu’il fuie et commence à couler.

## Distribution
- Jim Fitzpatrick : Jose
- Meghan Carrasquillo : Lucia
- Mike Rae Anderson : Capitaine Banning
- Jonathan Shores : Shatto
- Brad Worch II : Mike
- Francesca Shipsey : Darby
- Tara Phillips : Donna
- Brandon Laabs : Wyatt
- Paul Van Scott : Capitaine Dan
- Kate Szekely : Addison le barman
- Christian Lopez : Garde-côtes Adrian
- Zachary Vazquez : Garde-côtes Luis
- Xander Bailey : Officier Fuentes
- Robin Petgrave : Officier Davila
- David Gomez : Officier du poste central de commandement
- Juan Pablo Gonzalez : Officier du poste central de commandement
- Sophia Napolitano : Officier du poste central de commandement
- Gabriela Perdomo : Officier du poste central de commandement[2]

## Production
Le film a été produit par The Asylum.

### Tournage
Le tournage a eu lieu à Tampa, en Floride, aux États-Unis. Le film est sorti le 12 août 2022 aux États-Unis, son pays d’origine.